# Raemeotherium
Raemeotherium yatkolai
Genre
Espèce
Raemeotherium est un genre éteint de marsupiaux de la famille des Diprotodontidae ayant vécu en Australie de l'Oligocène supérieur à la fin du Pliocène, soit il y a entre 28,1 et 2,58 Ma (millions d'années). Une seule espèce est rattachée au genre, Raemeotherium yatkolai.

## Systématique
Le genre Raemeotherium et l'espèce Raemeotherium yatkolai sont décrits en 1978 par Thomas Hewitt Rich (d), Michael Archer et Richard H. Tedford,.

## Étymologie
Le nom générique, Raemeotherium, est la combinaison de l'acronyme RAEME (pour Royal Australian Electrical and Mechanical Engineers (en), qui a participé à l'expédition) et du suffixe grec ancien θηρίον, thêríon, « bête sauvage »,
.
Son épithète spécifique, yatkolai, lui a été donnée en l'honneur de Daniel A. Yatkola, un étudiant en mammalogie paléontologique disparu quelque temps avant la description de l'espèce.

## Publication originale
- (en) Thomas H. Rich, Michael Archer et Richard H. Tedford, « Raemeotherium yatkolai gen, et sp. nov., a primitive diprotodontid from the medial Miocene of South Australia », Memoirs of the National Museum of Victoria, Melbourne, Inconnu, vol. 39,‎ 1978, p. 85–91 (ISSN 0083-5986, DOI 10.24199/J.MMV.1978.39.06, lire en ligne).